# Hugo II de Baux

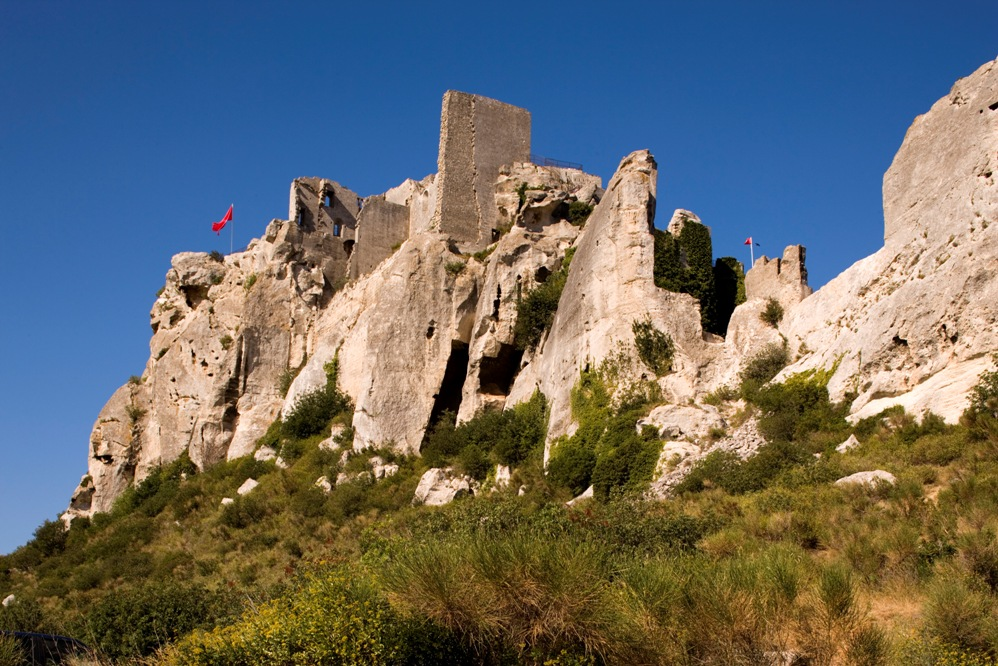
Castelo de Baux.

Brasão com as Armas da Casa de Baux.

Hugues II de Baux, foi um nobre medieval francês e Senhor de Les Baux-de-Provence.

## Relações familiares
foi filho de Raimundo I de Baux, e Senhor de Baux-de-Provence de 1150 à 1170.
O historiador Jean-Pierre Papon que nasceu a 23 de Janeiro de 1734 em Puget-Théniers, Alpes-Maritimes, França e faleceu em 1803, assinala-o como testemunha de campanha de seu pai na restituição dos bens usurpados a igreja de Arles por Afonso Jourdain, conde de Toulouse.